# Aguas termales

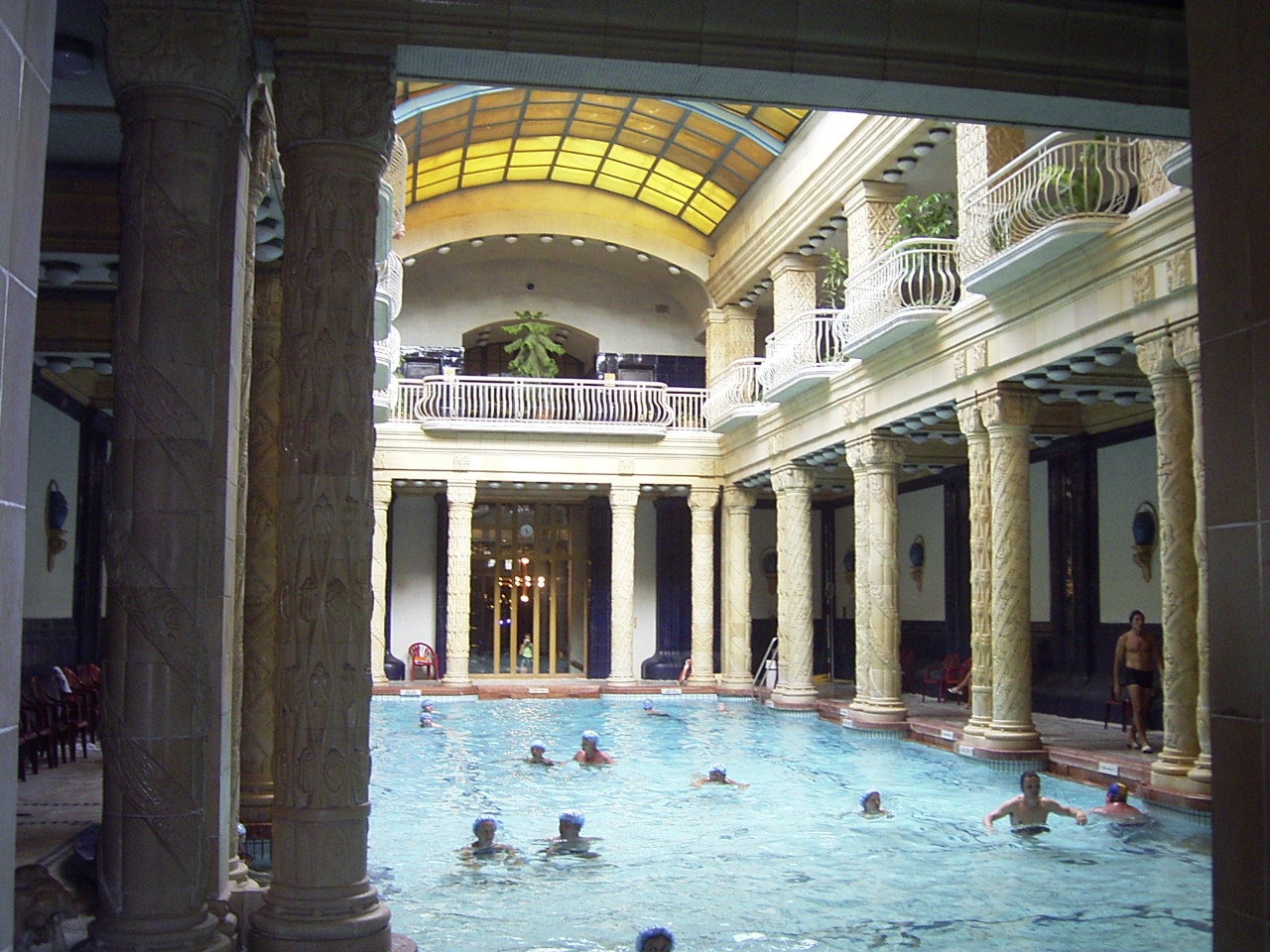
Baños Gellert, en Hungría.

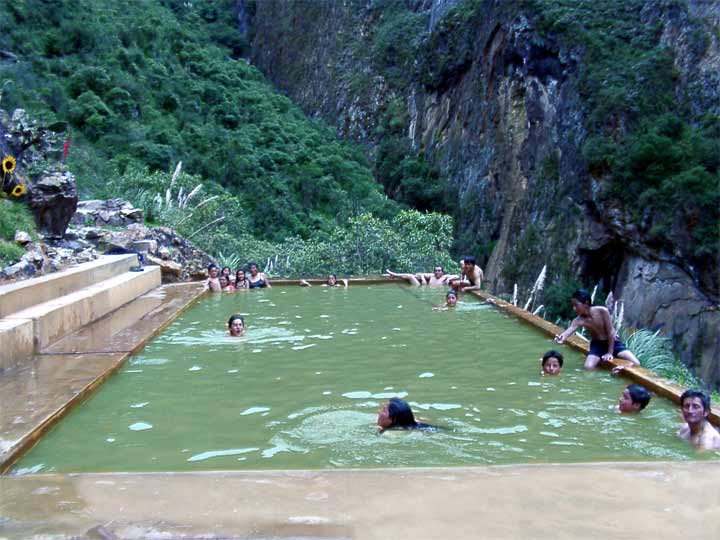
Baños termales El Edén, en Perú.

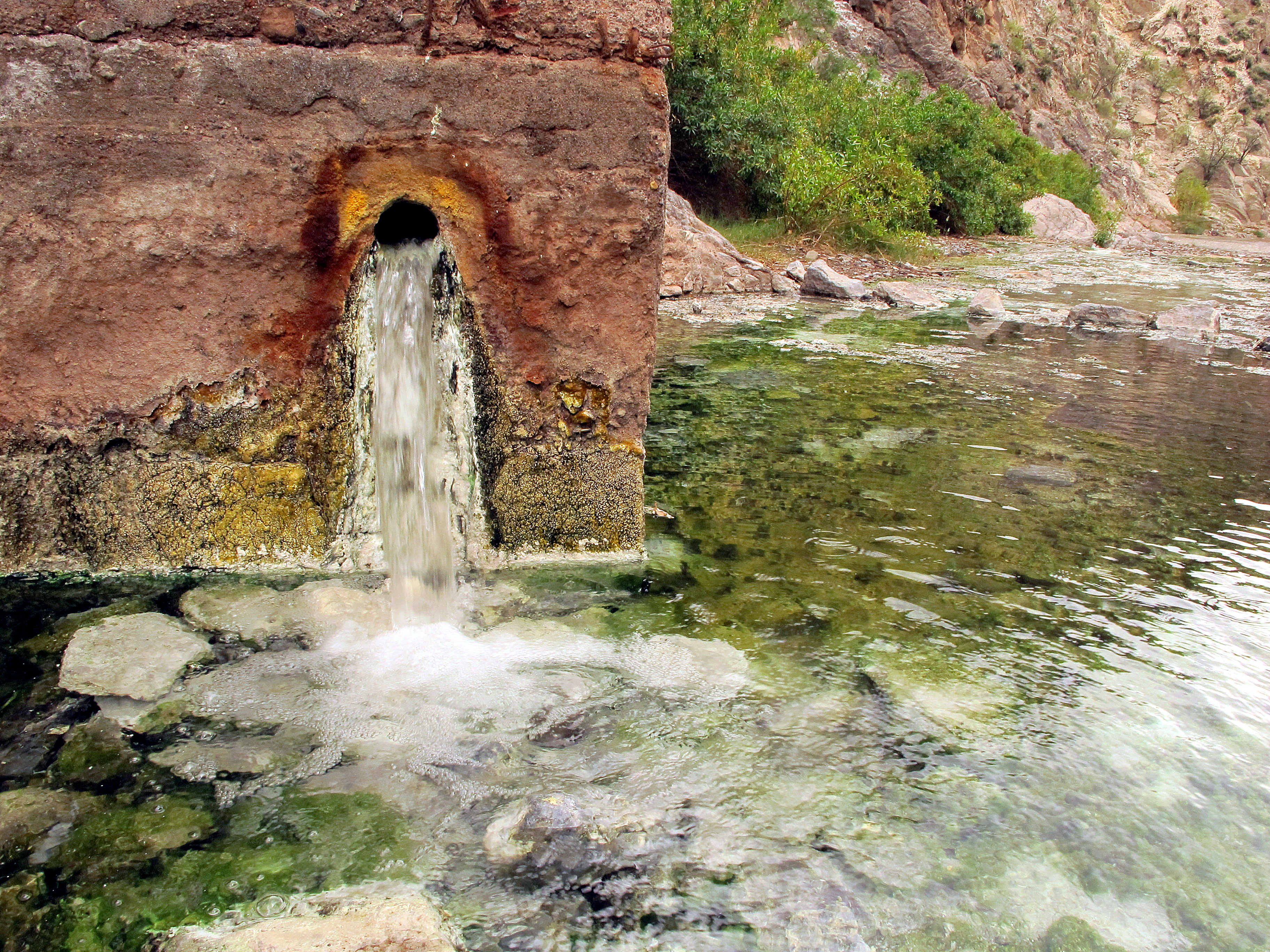
Termas de San Juan, Argentina.

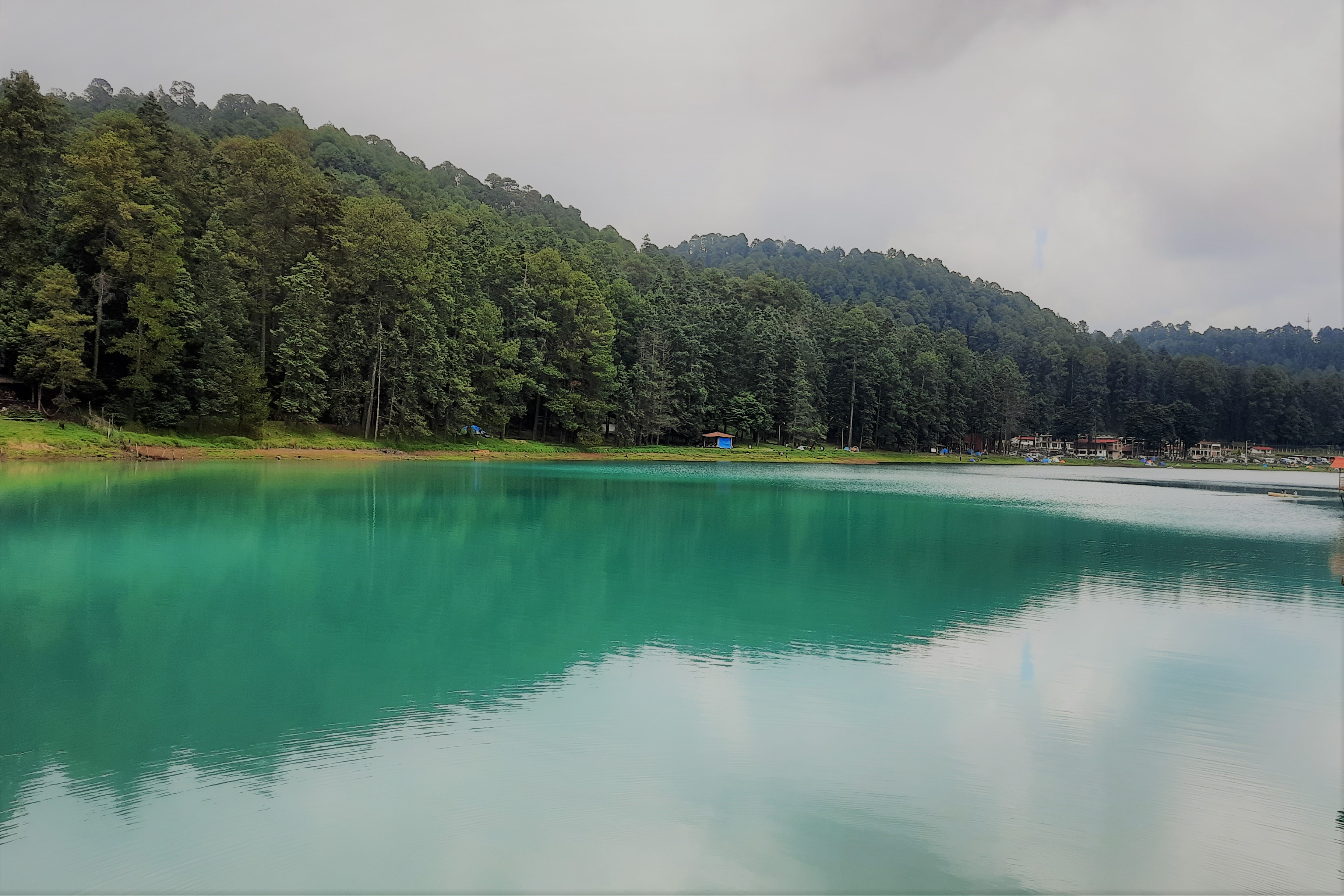
Aguas termales naturales en Laguna Larga en el parque nacional Los Azufres, Michoacán, México.

Se llama aguas termales a las aguas minerales que brotan del suelo con más de 5 °C que la temperatura de la superficie.[cita requerida]
Estas aguas proceden de capas subterráneas de la Tierra que están a mayor temperatura, son ricas en diversos componentes minerales y se prestan a uso terapéutico (hidroterapia) mediante baños, inhalaciones, irrigaciones y calefacción. Por lo general se encuentran a lo largo de líneas de fallas, ya que a lo largo del plano de falla pueden introducirse las aguas subterráneas que se calientan al llegar a cierta profundidad y suben después en forma de vapor (que puede condensarse al llegar a la superficie, formando un géiser) o de agua caliente.

## Clasificación según sus temperaturas
- Aguas frías (menos de 20 °C)
- Aguas hipotermales (20-35 °C)
- Aguas mesotermales (35-45 °C)
- Aguas hipertermales (45-100 °C)
- Aguas supertermales (100-150 °C)

## Clasificación según su composición
- Aguas ferruginosas: presentan fundamentalmente hierro en su composición. Especialmente eficaces para paliar estados carenciales y dolencias hepáticas.
- Aguas cloruradas: presentan cloro. Estimulan las secreciones digestivas, entre otras.
- Aguas sulfuradas y sulfurosas: con azufre. Muy utilizadas en el campo de la hidrología médica, las primeras son ácidas y lodosas.
- Aguas sulfatadas: aparte de azufre pueden incluir sodio, calcio, magnesio o cloro en su composición. Muy utilizadas.
- Aguas bicarbonatadas: con bicarbonato. Frías y alcalinas. Se emplean en estados de acidez gástrica.

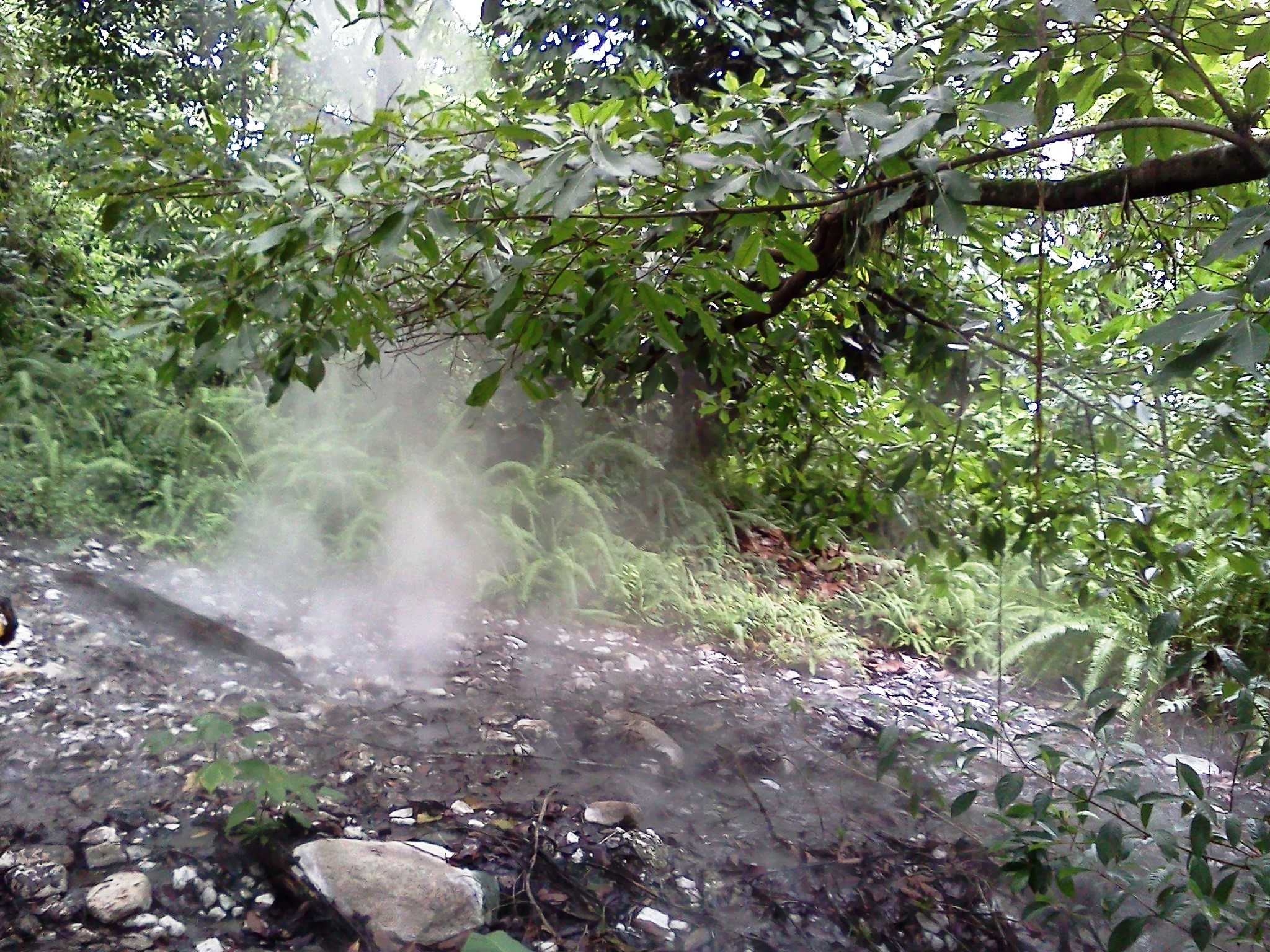
Hot springs en Jilamito, Arizona, Atlántida (Honduras).

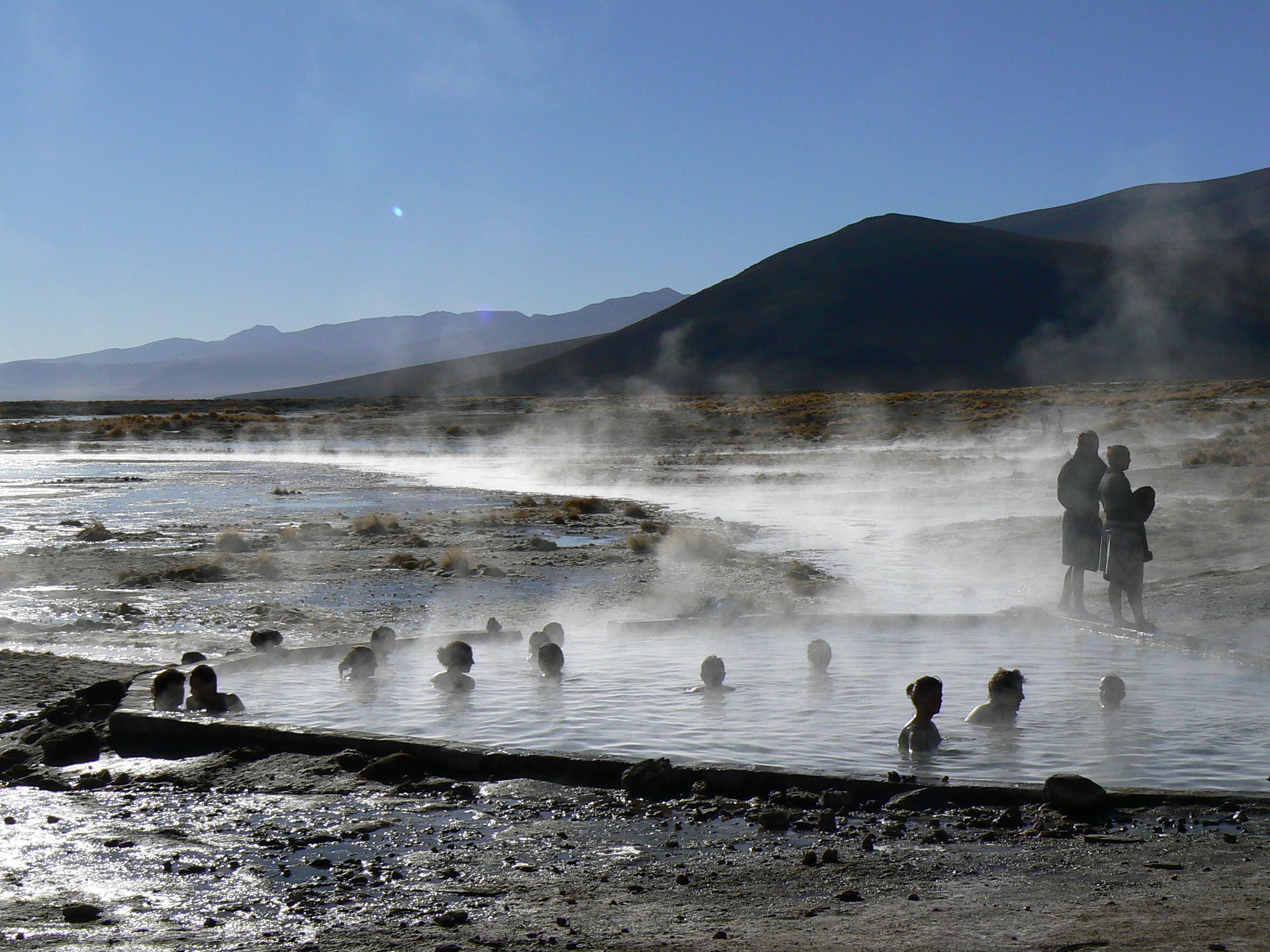
Aguas termales de Polques, en la Laguna Salada (Bolivia).

## Propiedades médicas
Gracias a las altas temperaturas de estas aguas, aumenta la oxigenación del cuerpo, los tejidos mejoran su nutrición, aumenta el metabolismo del cuerpo y se estimulan secciones del sistema digestivo.
El uso repetido ayuda al control de las hormonas, así como al sistema nervioso, el cual normaliza sus funciones. La mayoría de estos efectos se da por el contenido de azufre, dióxido de carbono, calcio, magnesio, entre otros minerales.
También pueden usarse para el tratamiento de afecciones de la piel, solo si contienen azufre; entre las afecciones están:
- Psoriasis
- Dermatitis
- Dermatofitos.

En una investigación de la Sociedad Internacional de Medicina Hidrológica se encontró que estas aguas tienen una bacteria llamada sulfobacteria que ayuda al fortalecimiento de la epidermis, de la misma manera que ayudan al antienvejecimiento de esta.

## Recomendaciones de uso
- Es mejor consultar con un médico antes de tener terapias con aguas termales en caso de embarazo o enfermedad.
- Evitar su uso excesivo; las personas de avanzada edad las deben usar con precaución o supervisión.
- No usar si está bajo los efectos de alcaloides o alcohol.
- No sobrepasar su uso por más de 2 h.
- Mantenerse hidratado.
- Si padece de enfermedades de la piel que sean contagiosas, utilice piscinas privadas.

## Ecología
Algunos organismos pueden vivir en el ambiente inhóspito de las aguas hipertermales. Se llaman termófilos, entre los que figuran una amplia variedad de organismos, desde las bacterias que causan la enfermedad del legionario, ciertos crustáceos al Thermus aquaticus, el microorganismo del que se derivó el primer ADN polimerasa Taq.

## Otros usos
Debido a su alto contenido de minerales, cierto tipo de aguas termales pueden usarse como coagulante en el proceso de potabilización de agua para consumo humano, como se da el caso en el agua que abastece la ciudad de Manizales, Colombia. Aquí se aprovechan las aguas termales del volcán nevado del Ruiz para realizar el proceso de potabilización. El agua producida cumple con los requerimientos microbiológicos y químicos exigidos por la Organización Mundial de la Salud para el agua de consumo humano.[cita requerida]